# Matelica
Matelica (även Matilica) är en kommun i provinsen Macerata, i regionen Marche. Kommunen hade 9 612 invånare (2018) och gränsar till kommunerna Apiro, Castelraimondo, Cerreto d'Esi, Esanatoglia, Fabriano, Fiuminata, Gagliole, Poggio San Vicino samt San Severino Marche.